# Cabrera, María Trinidad Sánchez
Cabrera är en kommun i Dominikanska republiken.   Den ligger i provinsen María Trinidad Sánchez, i den nordöstra delen av landet, 120 km norr om huvudstaden Santo Domingo. Antalet invånare 
i kommunen är cirka 26 000.
Terrängen i Cabrera är kuperad norrut, men söderut är den platt.